# Landkreis Tuttlingen
Der Landkreis Tuttlingen ist ein Landkreis in Baden-Württemberg. Er gehört zur Region Schwarzwald-Baar-Heuberg im Regierungsbezirk Freiburg. Das Kreisgebiet entspricht in etwa der mittelalterlichen Scherragrafschaft.

## Geographie

### Lage
Der Landkreis Tuttlingen umfasst überwiegend Teile der Schwäbischen Alb (Heuberg, Baaralb und Hegaualb mit Übergang zum oberschwäbischen Alpenvorland) sowie der Gäulandschaft des Albvorlandes (Baar) im Westen. Die höchste Erhebung ist der Lemberg mit 1015,7 m ü. NHN, der tiefste Punkt befindet sich im Hattinger Tal mit 570 m ü. NHN. Die größten Ausdehnungen des Landkreises betragen 31 km (Ost-West) bzw. 38 km (Nord-Süd).

### Nachbarkreise
Der Landkreis grenzt im Uhrzeigersinn im Nordwesten beginnend an die Landkreise Rottweil, Zollernalbkreis, Sigmaringen, Konstanz und Schwarzwald-Baar-Kreis.

### Klima
Der Landkreis Tuttlingen gehört aufgrund seiner Nähe zu den Alpen zu den blitzreichsten Gegenden Deutschlands und ist mit 3,0 Blitzen pro Quadratkilometer der blitzreichste in Baden-Württemberg (2010–2021).

### Flächenaufteilung
Nach Daten des Statistischen Landesamtes, Stand 2015.

### Naturschutzgebiete
Der Landkreis Tuttlingen besitzt folgende 28 Naturschutzgebiete. Nach der Schutzgebietsstatistik der Landesanstalt für Umwelt, Messungen und Naturschutz Baden-Württemberg (LUBW) stehen 2703,41 Hektar der Kreisfläche unter Naturschutz, das sind 3,68 Prozent.
1. Albtrauf Baar: 365,6 ha; Städte Bad Dürrheim, Geisingen und Immendingen
2. Alter Berg: 45,5 ha; Gemeinde Böttingen
3. Bächetal: 71,1 ha; Gemeinde Wurmlingen, Stadt Tuttlingen
4. Buchhalde-Oberes Donautal: 302,9 ha; Städte Fridingen an der Donau und Mühlheim an der Donau
5. Dürbheimer Moos: 63,9 ha; Gemeinden Balgheim und Dürbheim
6. Feuchtwiesen Schwandorf: 114,4 ha; Gemeinden Neuhausen ob Eck und Sauldorf
7. Galgenberg: 12,9 ha; Stadt Mühlheim an der Donau
8. Galgenwiesen: 28,0 ha; Gemeinden Bärenthal, Egesheim und Nusplingen
9. Grasmutter: 10,1 ha; Gemeinde Dürbheim
10. Hintelestal: 19,1 ha; Gemeinde Kolbingen
11. Hohenkarpfen: 13,7 ha; Gemeinde Hausen ob Verena
12. Höwenegg: 20,7 ha; Gemeinde Immendingen
13. Hüttenberg: 37,1 ha; Gemeinde Bärenthal
14. Irrendorfer Hardt: 104,9 ha; Gemeinde Irndorf
15. Klippeneck: 9,2 ha; Gemeinde Denkingen
16. Kraftstein: 59,8 ha; Stadt Mühlheim an der Donau
17. Lupfen: 107,1 ha, Gemeinde Talheim
18. Mühlebol-Wolfental: 90,3 ha; Gemeinden Immendingen und Emmingen-Liptingen
19. Ortenberg: 71,6 ha; Gemeinde Deilingen
20. Schloßhalde-Mannsteighalde: 55,8 ha; Gemeinde Wehingen
21. Schopfeln-Rehletal: 173,0 ha; Gemeinde Immendingen und Stadt Engen
22. Simonstal: 46,3 ha; Gemeinde Irndorf
23. Stäudlin-Hornenberg: 62,9 ha; Gemeinde Immendingen
24. Stettener Halde: 8,3 ha; Stadt Mühlheim an der Donau
25. Stiegelesfels-Oberes Donautal: 342,4 ha; Stadt Fridingen an der Donau und Gemeinde Buchheim
26. Triebhalde: 9,2 ha; Stadt Mühlheim an der Donau
27. Trobenholz-Vogelbühl: 78,3 ha; Gemeinden Bärenthal und Irndorf
28. Unterhölzer Wald: 633,9 ha; Städte Bad Dürrheim und Donaueschingen, Gemeinde Geisingen

## Geschichte

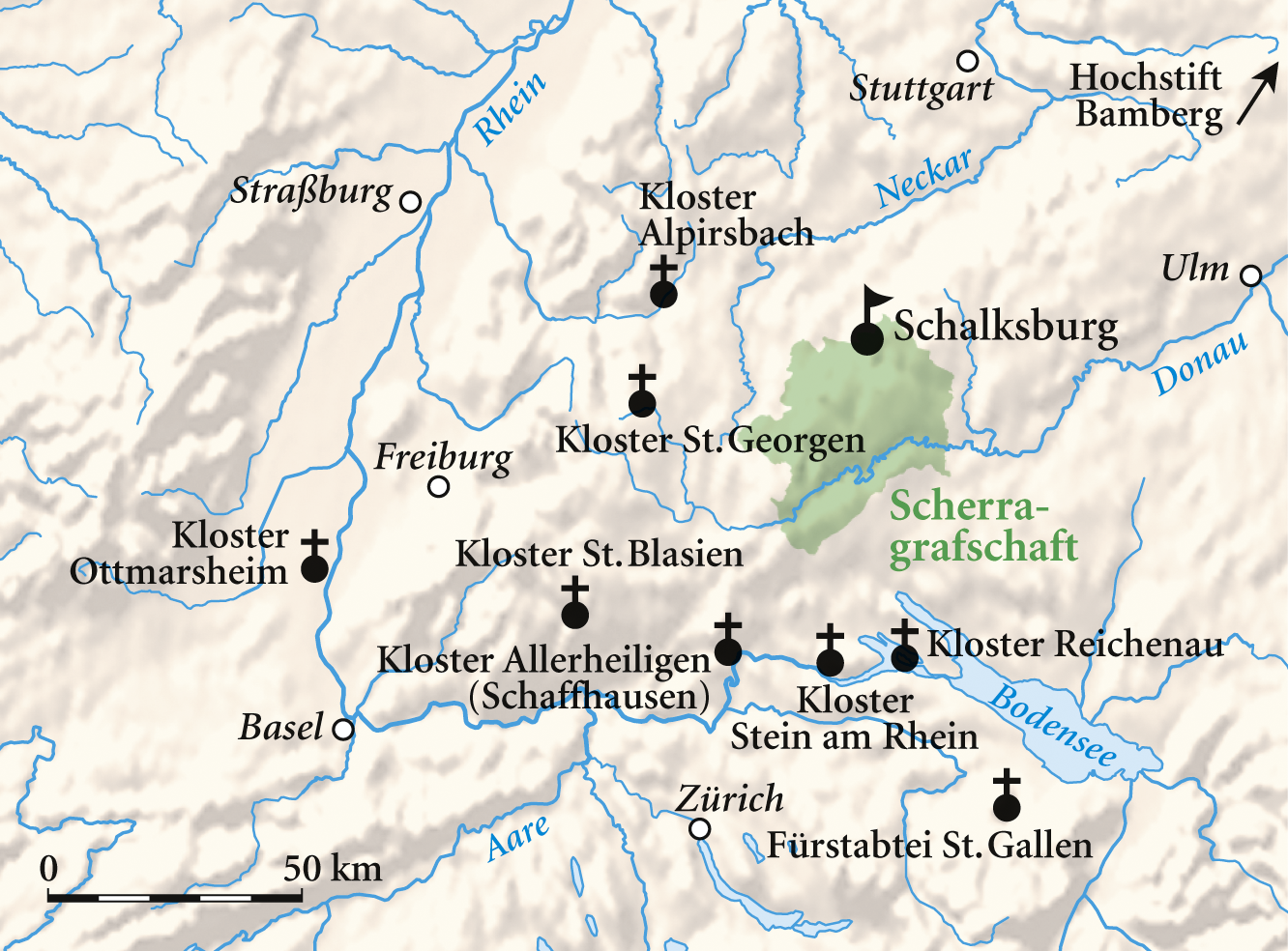
Scherragrafschaft mit umgebenden Klöstern

Frühgeschichtlich lag der Landstrich um Tuttlingen vermutlich im Siedlungsgebiet der keltischen Tulinger, welche ab dem Jahre 15 v. Chr. vom Römischen Reich unterworfen und romanisiert wurden. Als Teil der späteren römischen Provinz Obergermanien lag der Landstrich bis ungefähr 95 n. Chr. am Obergermanisch-Raetischen Limes auf der Donausüdstraße (via iuxta Danuvium). Auf dem Gebiet der heutigen Tuttlinger Altstadt befand sich zu dieser Zeit vermutlich ein Kastell. Wegen der heutzutage dichten Besiedlung des Gebiets wurde von Ausgrabungen bisher abgesehen, sodass recht wenig über das Tuttlinger Kastell bekannt ist. Nach dem Rückzug der römischen Legionen besiedelten die Sueben und/oder Alamannen das hiesige Gebiet.
Das heutige Kreisgebiet hat eine bewegte Geschichte seiner territorialen Zugehörigkeit. In der Karolingerzeit war es Herrschaftsgebiet verschiedener Adelsgeschlechter, die obere Donau z. B. der Alaholfinger oder Bertholde. Nach dem Zerfall des Frankenreichs 843 gehörte das Gebiet zum Ostfrankenreich und ab etwa 920 zum Herzogtum Schwaben, wo es innerhalb der Scherragrafschaft verwaltet wurde. 1273 kam das Gebiet unter Rudolf II. großteils zum habsburgischen Vorderösterreich bzw. zum Fürstentum Fürstenberg des Schwäbischen Reichskreises.
Nach den napoleonischen Kriegen wurde das Gebiet 1806 überwiegend dem Königreich Württemberg zugeschlagen, doch gab es zu Hohenzollern-Hechingen und Hohenzollern-Sigmaringen, die 1849 gemeinsam in den dann preußischen Hohenzollernschen Landen aufgingen, mehrere kleine Exklaven, die erst spät durch Gebietstausch bereinigt wurden.
Schon im 15. Jahrhundert wurde das württembergische Oberamt Tuttlingen errichtet, das 1806 neu umschrieben und auch danach noch einige Male verändert wurde. So wurde 1842 die Gemeinde Schwenningen am Neckar an das Oberamt Rottweil abgegeben. Aus meist österreichischen Gebieten war 1806 das Oberamt Spaichingen gebildet worden. Beide Oberämter gehörten ab 1810 zur Landvogtei am obern Neckar und ab 1818 zum Schwarzwaldkreis, der 1924 aufgelöst wurde. 1934 wurden beide Oberämter in Landkreise umbenannt und 1938 wurde der Landkreis Spaichingen aufgelöst. Die meisten Gemeinden kamen dabei zum Landkreis Tuttlingen, einige zum Landkreis Balingen.
Nach 1945 gehörte der Landkreis Tuttlingen zum Land Württemberg-Hohenzollern, das 1952 im Land Baden-Württemberg aufging. Ab da gehörte der Landkreis zum Regierungsbezirk Südwürttemberg-Hohenzollern.
Bei der Kreisreform erhielt der Landkreis Tuttlingen am 1. Januar 1973 einige badische Gemeinden der aufgelösten Landkreise Donaueschingen und Stockach sowie die Gemeinde Bärenthal vom Landkreis Sigmaringen; er gab die Gemeinde Tuningen an den Schwarzwald-Baar-Kreis ab. Seither gehört er zum Regierungsbezirk Freiburg.
Bereits am 1. Juni 1972 kam die Gemeinde Eßlingen aus dem Landkreis Donaueschingen hinzu. Sie wurde in die Kreisstadt Tuttlingen eingemeindet.
Nach Abschluss der Gemeindereform umfasst der Landkreis Tuttlingen 35 Gemeinden, darunter sechs Städte und hiervon wiederum mit Tuttlingen eine Große Kreisstadt. Größte Stadt ist Tuttlingen, kleinste Gemeinde ist Bärenthal.

## Bevölkerung
Der Landkreis Tuttlingen hat mit 50,4 % einen leichten Männerüberschuss. Es leben dort mit 12,9 pro 10.000 Einwohner viele Einkommensmillionäre. Der Anteil der Bewohner unter 15 Jahren ist vergleichsweise hoch, ebenso die Anzahl der Einpendler aus anderen Landkreisen sowie der Anteil der Beschäftigten im produzierenden Gewerbe.

### Konfessionsstatistik
2011 waren über 50 % der Kreisbevölkerung christlichen Glaubens katholischer Konfession. Der Anteil der evangelische und katholische Kirchenmitglieder im Kreis ist seitdem jährlich um einen Prozentpunkt gesunken. Gemäß dem Zensus 2022 waren 2022 39,3 % der Einwohner katholisch, 19,9 % evangelisch, und 40,8 % waren konfessionslos, gehörten einer anderen Glaubensgemeinschaft an oder machten keine Angabe.

### Einwohnerstatistik

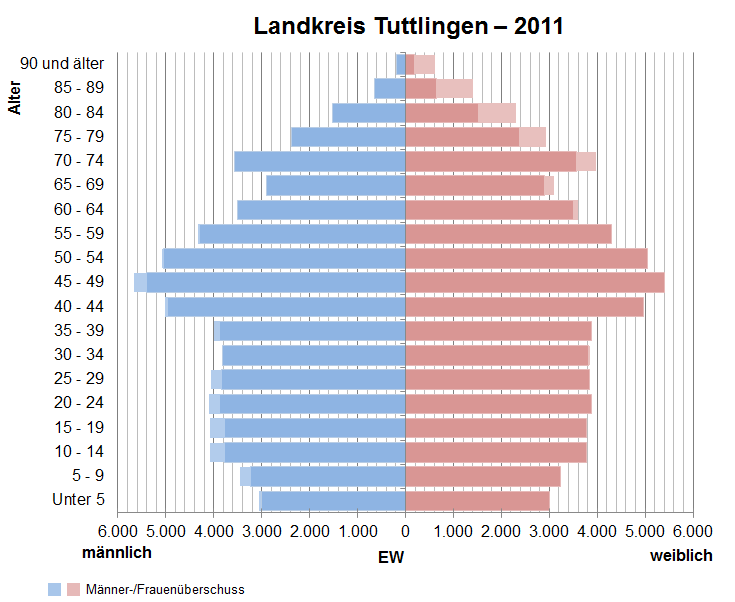
Bevölkerungspyramide für den Kreis Tuttlingen (Datenquelle: Zensus 2011.)

Die Einwohnerzahlen sind Volkszählungsergebnisse (¹) oder amtliche Fortschreibungen des Statistischen Landesamts Baden-Württemberg (nur Hauptwohnsitze).
| Datum             | Einwohner |
| ----------------- | --------- |
| 31. Dezember 1973 | 111.460   |
| 31. Dezember 1975 | 110.283   |
| 31. Dezember 1980 | 111.317   |
| 31. Dezember 1985 | 111.423   |
| 25. Mai 1987¹     | 112.885   |
| 31. Dezember 1990 | 120.344   |

| Datum             | Einwohner |
| ----------------- | --------- |
| 31. Dezember 1995 | 129.491   |
| 31. Dezember 2000 | 132.916   |
| 31. Dezember 2005 | 135.297   |
| 31. Dezember 2010 | 134.189   |
| 31. Dezember 2015 | 136.606   |
| 31. Dezember 2020 | 141.682   |

Die Fertilitätsrate im Jahr 2008 von 1,6 Kindern je Frau war die höchste in Baden-Württemberg, außerdem gehört der Landkreis demographisch zu den am besten aufgestellten in ganz Deutschland.

## Politik
Der Landkreis wird vom Kreistag und vom Landrat verwaltet. Der Kreistag wählt den Landrat für eine Amtszeit von 8 Jahren. Dieser ist gesetzlicher Vertreter und Repräsentant des Landkreises sowie Vorsitzender des Kreistags und seiner Ausschüsse, hat aber in den Gremien kein Stimmrecht. Er leitet das Landratsamt und ist Beamter des Kreises.
Zu seinem Aufgabengebiet zählen die Vorbereitung der Kreistagssitzungen sowie seiner Ausschüsse. Er beruft Sitzungen ein, leitet diese und vollzieht die dort gefassten Beschlüsse. Sein Stellvertreter ist der Erste Landesbeamte.

### Kreistag
Der Kreistag wird von den Wahlberechtigten im Landkreis auf fünf Jahre gewählt. Die Kommunalwahl am 9. Juni 2024 führte zu dem in den Diagrammen dargestellten Ergebnis.
Ergebnisse vorangegangener Kreistagswahlen
| Parteien und Wählergemeinschaften | Parteien und Wählergemeinschaften           | % 2024 | Sitze 2024 | % 2019 | Sitze 2019 | % 2014 | Sitze 2014 | % 2009 | Sitze 2009 | % 2004 | Sitze 2004 | % 1999 | Sitze 1999 | % 1994 | Sitze 1994 | % 1989 | Sitze 1989 |
| --------------------------------- | ------------------------------------------- | ------ | ---------- | ------ | ---------- | ------ | ---------- | ------ | ---------- | ------ | ---------- | ------ | ---------- | ------ | ---------- | ------ | ---------- |
| CDU                               | Christlich Demokratische Union Deutschlands | 38,7   | 18         | 36,2   | 18         | 43,0   | 19         | 42,2   | 21         | 47,6   | 25         | 48,4   | 23         | 44,4   | 23         | 46,9   | 24         |
| FW                                | Freie Wähler                                | 20,0   | 9          | 20,63  | 9          | 20,8   | 8          | 18,9   | 9          | -      | -          | -      | -          | -      | -          | -      | -          |
| WG                                | Wählervereinigungen                         | -      | -          | -      | -          | -      | -          | -      | -          | 29,2   | 13         | 20,2   | 9          | 17,8   | 8          | 21,4   | 9          |
| OGL                               | Offene Grüne Liste                          | 11,6   | 4          | 17,5   | 8          | 14,2   | 6          | 12,4   | 5          | -      | -          | -      | -          | -      | -          | -      | -          |
| GRÜNE                             | Bündnis 90/Die Grünen                       | -      | -          | -      | -          | -      | -          | -      | -          | -      | -          | 7,3    | 3          | 8,5    | 3          | -      | -          |
| SPD                               | Sozialdemokratische Partei Deutschlands     | 8,2    | 3          | 10,5   | 5          | 13,8   | 6          | 13,7   | 6          | 15,0   | 6          | 17,8   | 6          | 20,2   | 8          | 20,6   | 8          |
| FDP                               | Freie Demokratische Partei                  | 8,5    | 4          | 10,3   | 5          | 8,4    | 4          | 12,8   | 6          | 8,2    | 4          | 6,2    | 3          | 6,6    | 3          | 6,0    | 3          |
| AfD                               | Alternative für Deutschland                 | 13,0   | 5          | 3,6    | 2          | –      | –          | -      | -          | -      | -          | -      | -          | -      | -          | -      | -          |
| Sonst.                            | Sonstige                                    | -      | -          | 1,6    | 1          | –      | –          | -      | -          | -      | -          | -      | -          | 2,5    | -          | 5,1    | 1          |
| Gesamt                            | Gesamt                                      | 100    | 43         | 100    | 48         | 100    | 43         | 100    | 47         | 100    | 48         | 100    | 44         | 100    | 45         | 100    | 45         |
| Wahlbeteiligung                   | Wahlbeteiligung                             | 56,2 % | 56,2 %     | 54,9 % | 54,9 %     | 48,3 % | 48,3 %     | 51,6 % | 51,6 %     | 53,3 % | 53,3 %     | 56,8 % | 56,8 %     | 70,7 % | 70,7 %     | 68,0 % | 68,0 %     |

- WG: Wählervereinigungen, da sich die Ergebnisse von 1989 bis 2004 nicht auf einzelne Wählergruppen aufschlüsseln lassen.
- Sonstige: der 1 Sitz in den Jahren 1989 bis 1994 war Martin Mußgnug (NPD).

### Landrat

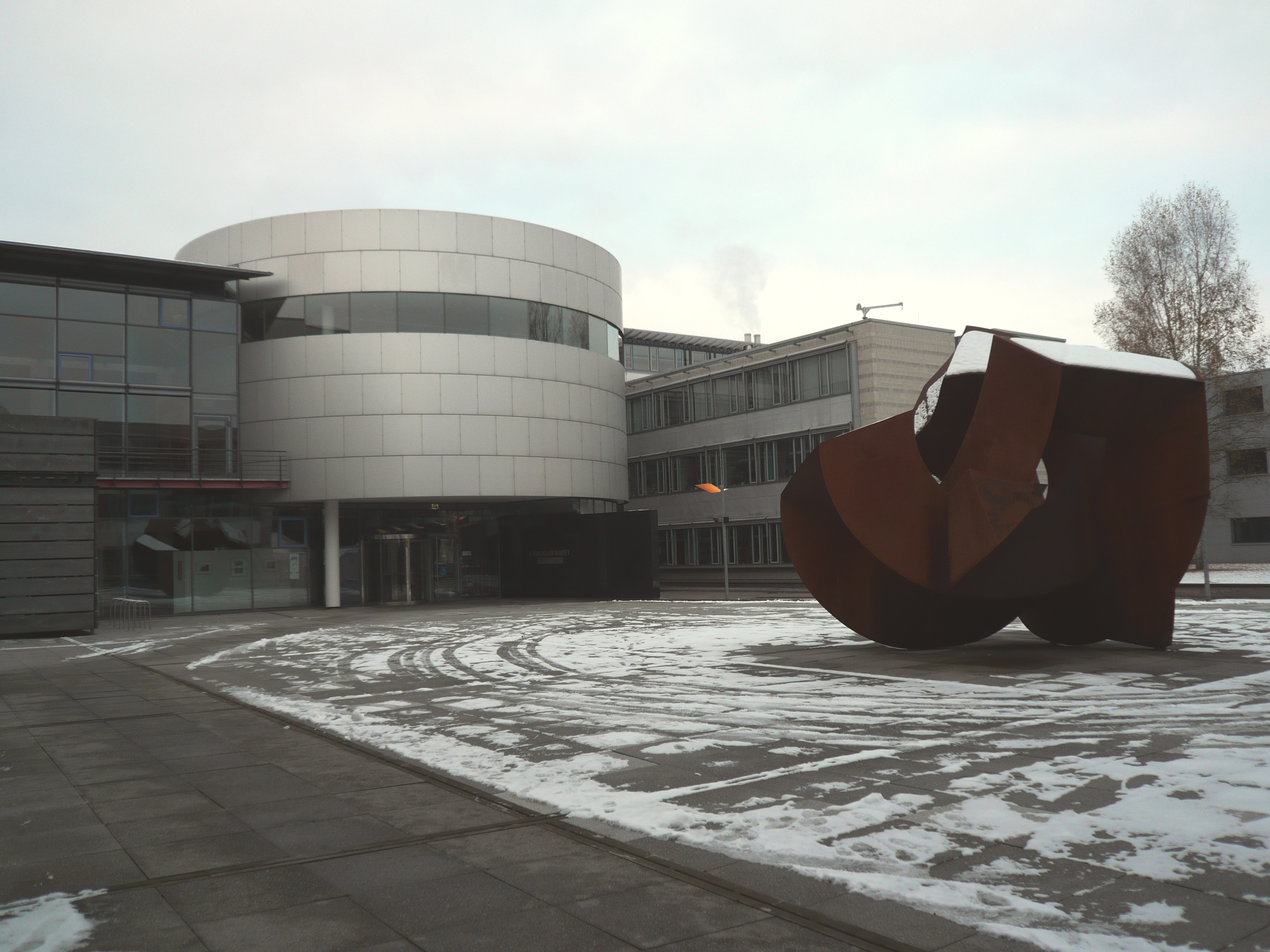
Das Landratsamt Tuttlingen

Der Landrat wird vom Kreistag für eine Amtszeit von acht Jahren gewählt. Er ist gesetzlicher Vertreter und Repräsentant des Landkreises sowie Vorsitzender des Kreistags und seiner Ausschüsse, hat aber in den Gremien kein Stimmrecht. Er leitet das Landratsamt und ist Beamter des Kreises. Zu seinem Aufgabengebiet zählen die Vorbereitung der Kreistagssitzungen sowie seiner Ausschüsse. Er beruft Sitzungen ein, leitet diese und vollzieht die dort gefassten Beschlüsse. Sein Stellvertreter ist der Erste Landesbeamte.
Die Oberamtmänner des ehemaligen Oberamts von 1807 bis 1934 sind unter Oberamt Tuttlingen dargestellt.
Die Landräte des Landkreises Tuttlingen seit 1934
- 1933–1937: Hermann Rieger, NSDAP
- 1938–1946: Eduard Quintenz, NSDAP
- 1946–1947: Erich Schariry (Amtsverweser)
- 1947–1949: Fritz Erler, SPD
- 1950–1963: Kurt Geiger, CDU
- 1963–1978: Hans Köpf, CDU
- 1979–2003: Hans Volle, CDU
- 2003–2011: Guido Wolf, CDU
- seit 2012: Stefan Bär, Freie Wähler

### Kreisfinanzen
Der Schuldenstand des Landkreises betrug Ende 2008 34,7 Millionen Euro.

### Wappen und Flagge

Wappen bis 1973

| | Blasonierung: „In geteiltem Schild oben in Gold eine liegende schwarze Hirschstange, unten in Blau ein unterhalbes vierspeichiges goldenes Rad.“ |
| Wappenbegründung: Die Hirschstange symbolisiert Württemberg, zu dem Tuttlingen, Trossingen und kleinere Orte seit 1444 gehörten. Das Rad steht für die vorderösterreichische Obere Grafschaft Hohenberg, zu der Spaichingen gehörte. Das Wappen zeigt also, dass der Landkreis 1938 aus den einstigen Oberämtern Tuttlingen und Spaichingen gebildet wurde. Das Wappen wurde am 28. Februar 1961 und nach der Kreisreform am 12. Oktober 1973 neu verliehen. | |

Die Flaggenfarben des Landkreises Tuttlingen sind Gelb-Blau.

## Wirtschaft und Infrastruktur

### Wirtschaft
Der Landkreis Tuttlingen steht wirtschaftlich sehr gut da (18. von über 400 in Deutschland, Vierter in Baden-Württemberg, Erster außerhalb der Region Stuttgart) und hat eine geringe Arbeitslosigkeit, vor allem Jugendarbeitslosigkeit. Der Landkreis ist deutschlandweit der Landkreis mit der höchsten Arbeitsplatzversorgung.
Im Zukunftsatlas 2016 belegte der Landkreis Tuttlingen Platz 64 von 402 Landkreisen, Kommunalverbänden und kreisfreien Städten in Deutschland und zählt damit zu den Orten mit „hohen Zukunftschancen“. Tuttlingen war mit einem durchschnittlichen jährlichen Pro-Kopf-Einkommen von 26.965 Euro im Jahr 2019 auf Platz 30 der Landkreise nach Einkommen, wobei das Einkommen überdurchschnittlich angestiegen ist (2000: 17.156 Euro, Platz 75; 2010: 21.377 Euro, Platz 44).

### Bergbau
In Gruben wurde in den arbeitsarmen Monaten von Landwirten Bohnerz gefördert. Analysen der Schlacke historischer Eisenschmelzen zeigen einen Kleinschmelzofentyp, der seit dem 13. Jahrhundert in der Gegend alle Erze verhütten konnte. Eisenerze, Bohnerze und Eisenroggenstein wurden in die Hochöfen der Schwäbischen Hüttenwerke nach Tuttlingen gefahren. Das Schmelzwerk in Harras wurde 1832 stillgelegt. Das frühere Stahlwerk Hammer wird heute zur regionalen Wasserversorgung genutzt. Bis 1870 wurde im Landkreis Tuttlingen Eisenerz abgebaut, bis 1979 Basalt auf dem Höwenegg. Untersteiger Bosch fuhr für die an Erzmangel leidenden Hochöfen in Ludwigsthal am 13. Juni 1857 einen 3,5 km langen Stollen in Weilheim auf. Restaurierte Hölzer sind im Tuttlinger Fruchtkasten ausgestellt. In der Macrocepalenschicht wurde aus dem 1,6 m dicken Flöz ein Linsenerz abgebaut. Heute wird im Landkreis Tuttlingen Kalkstein abgebaut.

### Verkehr

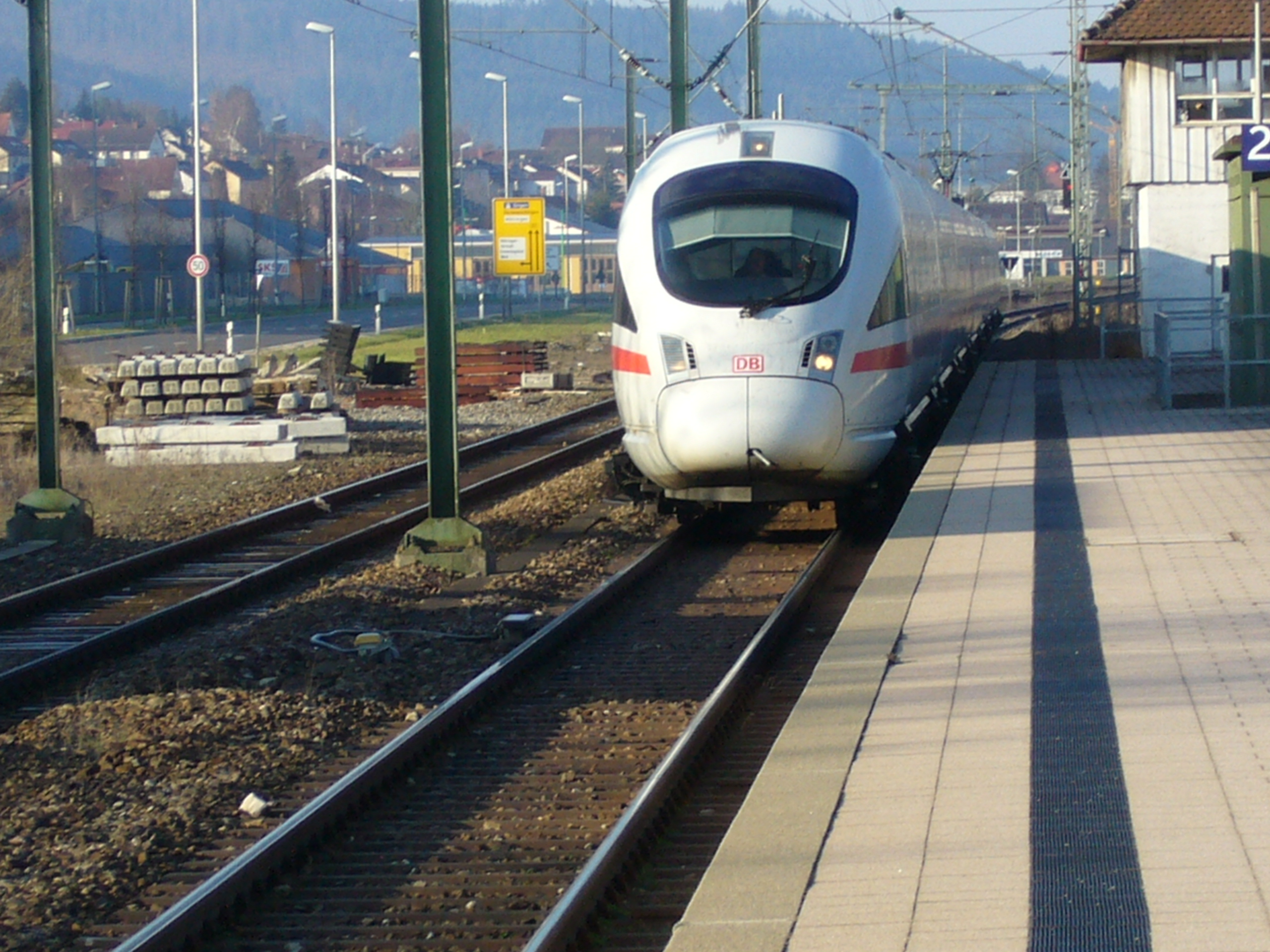
ICE im Bahnhof Tuttlingen

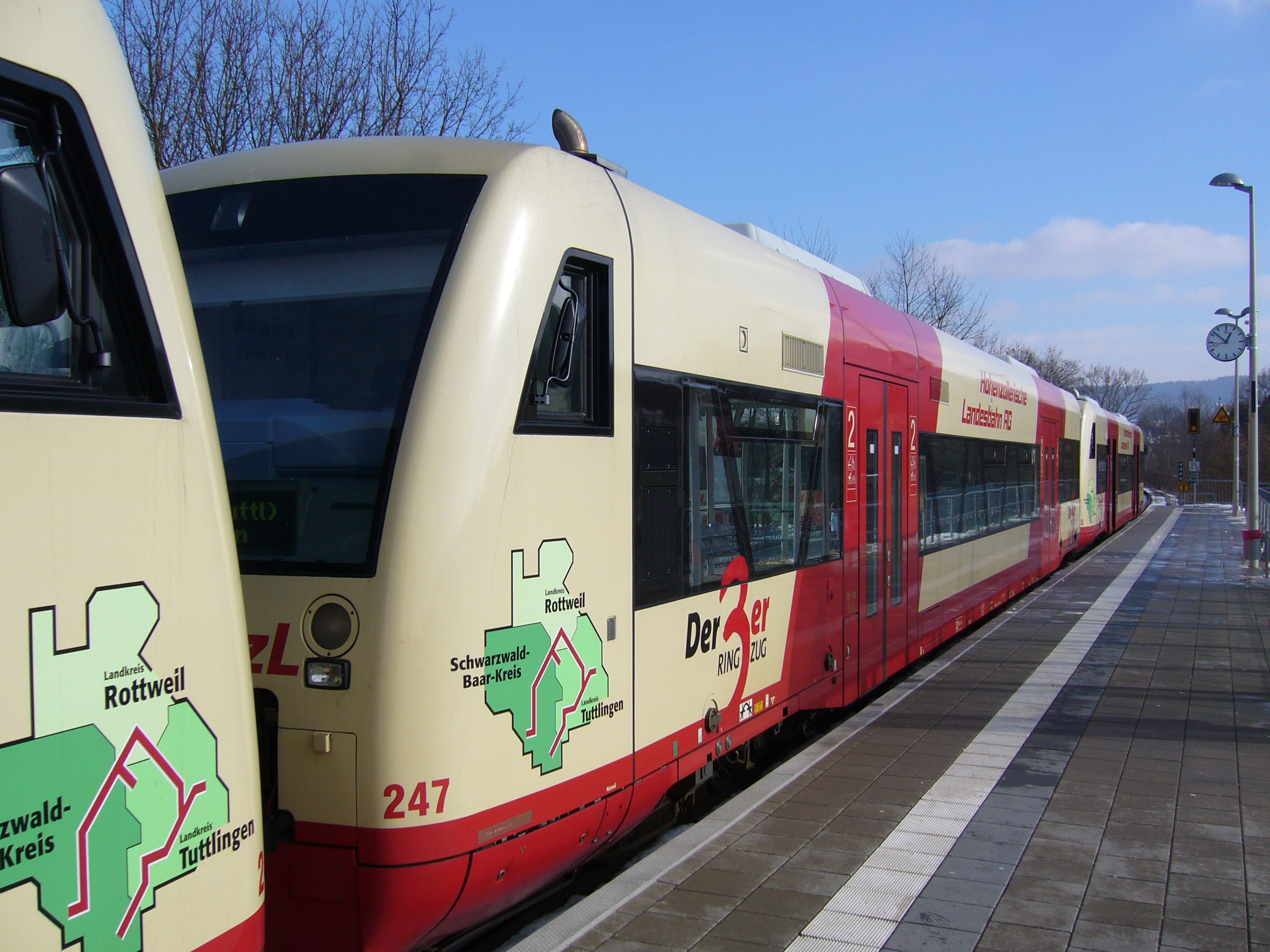
Ringzug am Haltepunkt Tuttlingen Zentrum

Der Verkehr des Landkreises Tuttlingen ist geprägt durch die Fernverbindungen Stuttgart – Zürich/Bodensee in Nord-Süd- und Ulm – Freiburg im Breisgau in Ost-West-Richtung. Eine Einschränkung für große Verkehrsachsen stellt die Mittelgebirgslandschaft dar, insbesondere der Große Heuberg.

#### Schiene
Der Landkreis Tuttlingen wird durch insgesamt sechs aktive Eisenbahnstrecken erschlossen. Im Einzelnen sind dies:
- die Bahnstrecke Plochingen–Immendingen im Abschnitt Aldingen–Tuttlingen–Immendingen
- die Bahnstrecke Tuttlingen–Inzigkofen im Abschnitt Tuttlingen–Fridingen
- die Wutachtalbahn Lauchringen–Hintschingen im Abschnitt Geisingen-Leipferdingen–Hintschingen
- die Schwarzwaldbahn Offenburg–Singen im Abschnitt Geisingen–Immendingen–Hattingen
- die Bahnstrecke Tuttlingen–Hattingen
- die Trossinger Eisenbahn

Im Fernverkehr ist Tuttlingen Halt der im Stunden-Takt verkehrenden Intercity-Züge zwischen Stuttgart und Zürich. Direkt an den überregionalen Nahverkehr sind Aldingen, Spaichingen, Tuttlingen, Geisingen, Immendingen und Fridingen angeschlossen. Seit der Umsetzung des Ringzug-Konzepts 2003 hat sich insbesondere der Nahverkehr im Landkreis wesentlich verbessert. So besitzen heute eine Vielzahl der Gemeinden im Landkreis wieder einen eigenen Bahn-Haltepunkt und werktags wird in der Regel ein stündlicher Ringzug-Verkehr gefahren. Insgesamt gibt es so heute im Kreisgebiet 28 aktive Bahnhaltepunkte, davon alleine acht auf dem Gebiet der Stadt Tuttlingen. Für den Nahverkehr im Kreis ist der Verkehrsverbund Schwarzwald-Baar-Heuberg zuständig, welcher zum 1. Januar 2023 den bisherigen Verkehrsverbund TUTicket ablöste.

#### Straße
Das Kreisgebiet wird im äußersten Südwesten von der Bundesautobahn 81 Stuttgart–Singen (Hohentwiel) berührt. Ferner erschließen rund 90 km Bundes-, über 200 km Landes- und ca. 150 km Kreisstraßen den Landkreis. Die B 14 Stuttgart – Stockach durchzieht das Kreisgebiet von Nordwesten nach Südosten. Die B 523 verbindet Tuttlingen mit dem Oberzentrum Villingen-Schwenningen. Die durch den Landkreis führenden Bundesstraßen 31 und 311 bilden eine bedeutende Ost-West-Achse (Freiburg im Breisgau–Ulm) in Baden-Württemberg. Und die B 491 führt über Emmingen-Liptingen nach Engen im Hegau.

#### Radverkehr
Durch den Landkreis Tuttlingen verlaufen die folgenden Alltagsrouten aus dem Radnetz Baden-Württemberg:
- Von Donaueschingen kommend über Geisingen, Immendingen und Tuttlingen Richtung Meßkirch und Mengen
- Von Rottweil kommend über Spaichingen nach Tuttlingen
- Von Geisingen Richtung Engen und Singen.

Durch den Landkreis verlaufen die folgenden Landes-Radfernwege: 
- Der Donauradweg führt von Donaueschingen über Passau, Wien und Budapest bis zur Mündung in das Schwarze Meer. Er wird zwischen Tuttlingen und Passau auch als EuroVelo-Route EV6 und als D-Route 6 geführt. Diese führen aber nicht von Donaueschingen her nach Tuttlingen, sondern von Radolfzell über den Witthoh[31][32].
- Der Schwäbische-Alb-Radweg führt über die ganze Schwäbische Alb vom Bodensee nach Donauwörth. Er verläuft von Aach und Engen kommend an der Donauversickerung bei Immendingen vorbei über Tuttlingen Richtung Balingen
- Der Heidelberg-Schwarzwald-Bodensee-Radweg führt von Heidelberg nach Radolfzell. Er führt bei Geisingen (Stadtteil Leipferdingen) ein kurzes Stück durch das Kreisgebiet.

### Kreiseinrichtungen

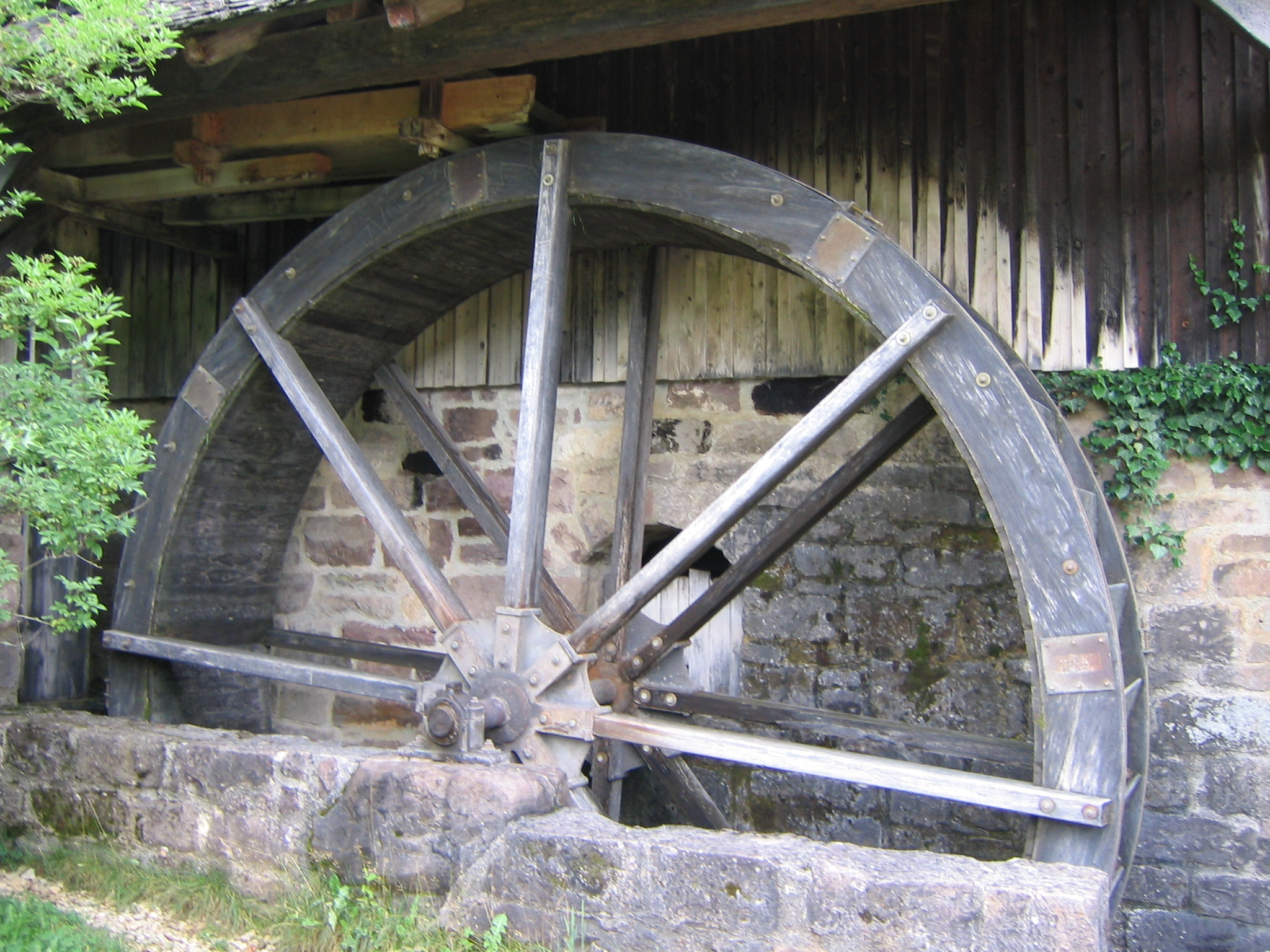
Wasserrad im Freilichtmuseum Neuhausen ob Eck

Der Landkreis Tuttlingen ist Träger folgender Beruflicher Schulen: Ferdinand-von-Steinbeis-Schule (Gewerbliche Schulen) Tuttlingen, Kaufmännische und Hauswirtschaftliche Schulen Tuttlingen und Berufliche Schulen Spaichingen, ferner folgender Sonderpädagogischer Bildungs- und Beratungszentren: Johann-Peter-Hebel-Schule mit Schulkindergarten Tuttlingen (Förderschwerpunkt geistige Entwicklung) und Otfried-Preussler-Schule mit Schulkindergarten Balgheim (Förderschwerpunkt Sprache).
Der Landkreis Tuttlingen ist auch Träger des Klinikums Landkreis Tuttlingen mit Gesundheitszentrum Tuttlingen und Gesundheitszentrum Spaichingen. Ferner unterhält er das Kreismedienzentrum Tuttlingen und den Sozialpsychiatrischer Dienst Tuttlingen.

## Kultur und Sehenswürdigkeiten
Der Landkreis betreibt ein eigenes regionales ländliches Freilichtmuseum in Neuhausen ob Eck. In diesem Museumsdorf wird die ländliche Geschichte des Landkreises und der Region anschaulich dargestellt.
Seit 2004 veranstaltet der Landkreis Tuttlingen in der Reihe KreisKunstKultur eigene Kulturveranstaltungen. Außerdem wird intensiver der Große Heuberg als Region der 10 Tausender sowie weite Teile des Landkreises als „Donaubergland“ beworben (Naturpark Obere Donau, Donauberglandweg). Damit soll entgegengewirkt werden, dass der Landkreis zu den unteren 15 % aller deutschen Landkreise gehört, bezogen auf die Anzahl der Übernachtungen.

## Gemeinden
Der Landkreis Tuttlingen hat durchschnittlich die kleinsten Gemeinden in Baden-Württemberg.
(Einwohner am 31. Dezember 2023)
| Städte 1. Fridingen an der Donau (3.201) 2. Geisingen (6.215) 3. Mühlheim an der Donau (3.645) 4. Spaichingen (13.728) 5. Trossingen (17.463) 6. Tuttlingen, Große Kreisstadt (37.167) Vereinbarte Verwaltungsgemeinschaften und Gemeindeverwaltungsverbände 1. Gemeindeverwaltungsverband „Donau-Heuberg“ mit Sitz in Fridingen an der Donau; Mitgliedsgemeinden: Städte Mühlheim an der Donau und Fridingen an der Donau sowie Gemeinden Bärenthal, Buchheim, Irndorf, Kolbingen und Renquishausen 2. Gemeindeverwaltungsverband „Heuberg“ mit Sitz in Wehingen; Mitgliedsgemeinden: Bubsheim, Deilingen, Egesheim, Gosheim, Königsheim, Reichenbach am Heuberg und Wehingen 3. Gemeindeverwaltungsverband Immendingen-Geisingen mit Sitz in Geisingen; Mitgliedsgemeinden: Stadt Geisingen und Gemeinde Immendingen 4. Vereinbarte Verwaltungsgemeinschaft der Stadt Spaichingen mit den Gemeinden Aldingen, Balgheim, Böttingen, Denkingen, Dürbheim, Frittlingen, Hausen ob Verena und Mahlstetten 5. Vereinbarte Verwaltungsgemeinschaft der Stadt Trossingen mit den Gemeinden Durchhausen, Gunningen und Talheim 6. Vereinbarte Verwaltungsgemeinschaft der Stadt Tuttlingen mit den Gemeinden Emmingen-Liptingen, Neuhausen ob Eck, Rietheim-Weilheim, Seitingen-Oberflacht und Wurmlingen | Weitere Gemeinden 1. Aldingen (7.761) 2. Balgheim (1.288) 3. Bärenthal (485) 4. Böttingen (1.449) 5. Bubsheim (1.443) 6. Buchheim (762) 7. Deilingen (1.898) 8. Denkingen (3.003) 9. Dürbheim (1.739) 10. Durchhausen (1.049) 11. Egesheim (635) 12. Emmingen-Liptingen (4.783) 13. Frittlingen (2.144) 14. Gosheim (3.745) 15. Gunningen (772) 16. Hausen ob Verena (838) 17. Immendingen (6.429) 18. Irndorf (681) 19. Kolbingen (1.223) 20. Königsheim (607) 21. Mahlstetten (834) 22. Neuhausen ob Eck (4.211) 23. Reichenbach am Heuberg (450) 24. Renquishausen (786) 25. Rietheim-Weilheim (2.935) 26. Seitingen-Oberflacht (2.624) 27. Talheim (1.306) 28. Wehingen (3.708) 29. Wurmlingen (3.948) |  |

## Alter Landkreis Tuttlingen
Vor der Kreisreform am 1. Januar 1973 und vor der landesweiten Gemeindereform gehörten zum Landkreis Tuttlingen seit 1938 insgesamt 37 Gemeinden, darunter fünf Städte. Dabei war die Gemeinde Irrendorf vom eigentlichen Kreisgebiet räumlich getrennt. Dazwischen lag die zum Landkreis Sigmaringen gehörende Gemeinde Bärenthal.
Am 7. März 1968 stellte der Landtag von Baden-Württemberg die Weichen für eine Gemeindereform. Mit dem Gesetz zur Stärkung der Verwaltungskraft kleinerer Gemeinden war es möglich, dass sich kleinere Gemeinden freiwillig zu größeren Gemeinden vereinigen konnten. Den Anfang im alten Landkreis Tuttlingen machte am 1. Dezember 1971 die Gemeinde Schura, die sich mit der Stadt Trossingen vereinigte. In der Folgezeit reduzierte sich die Zahl der Gemeinden stetig.
1972 wurde die Gemeinde Irrendorf in Irndorf umbenannt.
Die verbliebenen Gemeinden des alten Landkreises Tuttlingen gingen am 1. Januar 1973 im neuen vergrößerten Landkreis Tuttlingen auf, lediglich Tuningen wechselte in den Schwarzwald-Baar-Kreis.
Die größte Gemeinde des alten Landkreises Tuttlingen war die Stadt Tuttlingen, die seit dem 1. April 1956 Große Kreisstadt ist. Die kleinste Gemeinde war Reichenbach am Heuberg.
Der alte Landkreis Tuttlingen umfasste zuletzt eine Fläche von 455 km² und hatte bei der Volkszählung 1970 insgesamt 90.380 Einwohner.
In der Tabelle wird die Einwohnerentwicklung des alten Landkreises Tuttlingen bis 1970 angegeben. Alle Einwohnerzahlen sind Volkszählungsergebnisse.
| Datum              | Einwohner |
| ------------------ | --------- |
| 17. Mai 1939       | 55.633    |
| 13. September 1950 | 64.479    |

| Datum        | Einwohner |
| ------------ | --------- |
| 6. Juni 1961 | 77.923    |
| 27. Mai 1970 | 90.380    |

In der Tabelle stehen die Gemeinden des alten Landkreises Tuttlingen vor der Gemeindereform. Alle Gemeinden gehören auch heute noch zum Landkreis Tuttlingen, mit Ausnahme von Tuningen, das zum Schwarzwald-Baar-Kreis gehört.

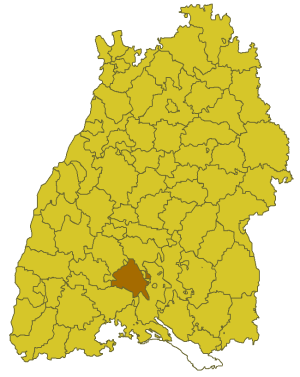
Landkreis Tuttlingen vor der Kreisreform

| frühere Gemeinde              | heutige Gemeinde       | Einwohner am 6. Juni 1961 |
| ----------------------------- | ---------------------- | ------------------------- |
| Aixheim                       | Aldingen               | 1.058                     |
| Aldingen                      | Aldingen               | 2.937                     |
| Balgheim                      | Balgheim               | 520                       |
| Böttingen                     | Böttingen              | 1.044                     |
| Bubsheim                      | Bubsheim               | 537                       |
| Deilingen                     | Deilingen              | 1.251                     |
| Denkingen                     | Denkingen              | 1.261                     |
| Dürbheim                      | Dürbheim               | 1.067                     |
| Durchhausen                   | Durchhausen            | 560                       |
| Egesheim                      | Egesheim               | 409                       |
| Fridingen an der Donau, Stadt | Fridingen an der Donau | 2.109                     |
| Frittlingen                   | Frittlingen            | 1.219                     |
| Gosheim                       | Gosheim                | 2.219                     |
| Gunningen                     | Gunningen              | 400                       |
| Hausen ob Verena              | Hausen ob Verena       | 481                       |
| Irrendorf                     | Irndorf                | 673                       |
| Kolbingen                     | Kolbingen              | 934                       |
| Königsheim                    | Königsheim             | 419                       |
| Mahlstetten                   | Mahlstetten            | 665                       |
| Mühlheim an der Donau, Stadt  | Mühlheim an der Donau  | 1.825                     |
| Nendingen                     | Tuttlingen             | 1.863                     |
| Neuhausen ob Eck              | Neuhausen ob Eck       | 1.178                     |
| Oberflacht                    | Seitingen-Oberflacht   | 538                       |
| Reichenbach am Heuberg        | Reichenbach am Heuberg | 368                       |
| Renquishausen                 | Renquishausen          | 497                       |
| Rietheim                      | Rietheim-Weilheim      | 1.009                     |
| Schura                        | Trossingen             | 638                       |
| Seitingen                     | Seitingen-Oberflacht   | 800                       |
| Spaichingen, Stadt            | Spaichingen            | 6.953                     |
| Stetten an der Donau          | Mühlheim an der Donau  | 642                       |
| Talheim                       | Talheim                | 917                       |
| Trossingen, Stadt             | Trossingen             | 9.220                     |
| Tuningen                      | Tuningen               | 1.689                     |
| Tuttlingen, Große Kreisstadt  | Tuttlingen             | 24.810                    |
| Wehingen                      | Wehingen               | 2.079                     |
| Weilheim                      | Rietheim-Weilheim      | 652                       |
| Wurmlingen                    | Wurmlingen             | 2.482                     |

## Kfz-Kennzeichen
Am 1. Juli 1956 wurde dem Landkreis bei der Einführung der bis heute gültigen Kfz-Kennzeichen das Unterscheidungszeichen TUT zugewiesen. Es wird durchgängig bis heute ausgegeben.